# Stazione di Cevio Ospedale
La stazione di Cevio Ospedale della Ferrovie Autolinee Regionali Ticinesi (FART) è stata una fermata ferroviaria, passante della ex ferrovia Locarno-Ponte Brolla-Bignasco ("Valmaggina") chiusa il 28 novembre 1965.

## Storia
La stazione venne inaugurata nel 7 febbraio 1925 diciotto anni dopo dall'apertura della linea Locarno-Bignasco. Continuò il suo esercizio fino alla sua chiusura avvenuta il 28 novembre 1965, ha sempre funzionato come fermata facoltativa, ovverosia i convogli effettuavano soste solo su richiesta.

## Strutture ed impianti
La fermata sorgeva nei pressi dell'ospedale di Cevio a fianco alla strada accantonale. Era presente un piccolo fabbricato viaggiatori in legno e del binario di circolazione. Non rimane traccia dell'infrastruttura: il fabbricato è stato demolito alla fine degli anni sessanta, il binario venne smantellato e sull'ex sedime ferroviario è presente un prato.